# United we stand, divided we fall

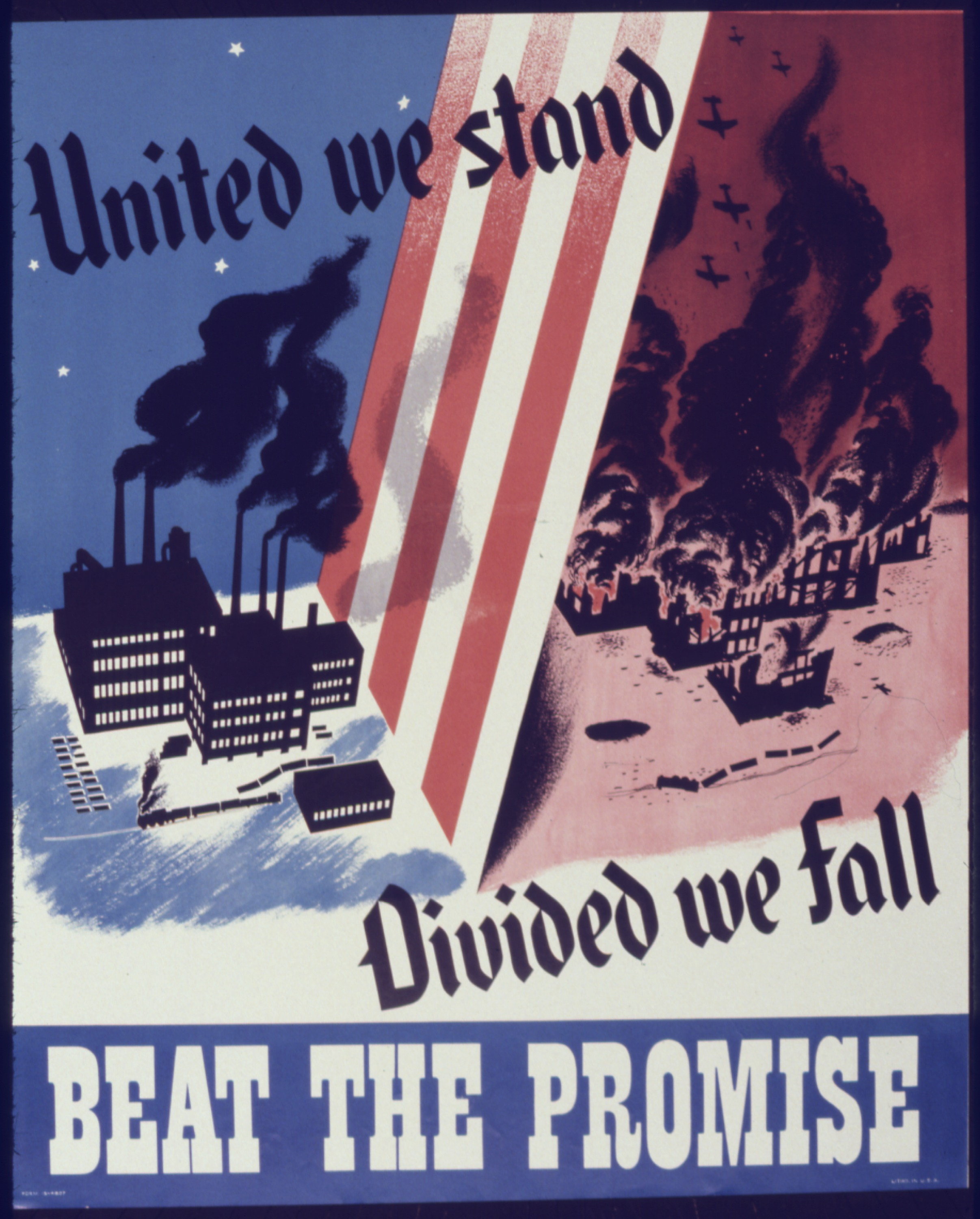
US-amerikanisches Kriegsplakat 1942/43

United we stand, divided we fall (englisch für „Vereint stehen wir, getrennt fallen wir“) ist eine Phrase, die im angelsächsischen Sprachraum benutzt wird und auch unter der Kurzform United we stand verwendet wird. Sinngemäß steht sie für das Prinzip „Einigkeit macht stark“.

## Frühe Verwendung
Die Phrase wird Äsop zugeschrieben, der das Prinzip in der Fabel Vier Ochsen und ein Löwe und Das Bündel Stöcke. verwendete. Eine ähnliche Phrase findet sich in den synoptischen Evangelien der Bibel: „Und wenn ein Haus mit sich selbst uneins wird, kann es nicht bestehen.“ (Mk 3,25 ), bzw. „[…] und eine jegliche Stadt oder Haus, so es mit sich selbst uneins wird, kann's nicht bestehen“ (Mt 12,25 ) und „Ein jeglich Reich, so es mit sich selbst uneins wird, das wird wüst; und ein Haus fällt über das andere“ (Lk 11,17 ).
In der Neuzeit verwendete der US-Abgeordnete John Dickinson in seinem Revolutionslied The Liberty Song diesen Ausdruck. Dieses Lied wurde in der Boston Gazette im Juli 1768 abgedruckt. Hier hieß es „Then join hand in hand, brave Americans all! By uniting we stand, by dividing we fall!“ (Hand in Hand tapfere Amerikaner schließt euch uns an. Vereinigt stehen wir, getrennt fallen wir).

## Moderne politische Verwendung
Der US-Bundesstaat Kentucky führt die Phrase als offizielles Staatsmotto, welche ebenfalls auf der Flagge des US-Bundesstaates Missouri als Motto zu finden ist.
Während der Kampagnen der Inder zur Unabhängigkeit vom britischen Empire wurde es verwendet.
Ebenso von den pro-britischen Ulster-Loyalisten in Nordirland, wo es auch auf den Murals zu sehen ist.
Der ehemalige ungarische Premierminister Gordon Bajnai rief 2014 zu einer Anti-Orbán-Koalition auf (Együtt 2014) und benutzte ebenso dieses Motto, um die Gegner Orbans zu vereinigen.

## In der Populärkultur
Die Phrase "United we stand, divided we fall" wurde direkt oder auch in Abwandlungen in der Popmusik oft verwendet. Beispiele dafür sind Hey You von Pink Floyd, Last Wordz von
Tupac Shakur, Let's Work Together von Wilbert Harrison, "Confusion And Frustration In Modern Times" von Sum 41, When Love & Hate Collide von Def Leppard. Lil Boosie nannte ein Album 2005 United we stand, divided we fall.
J.K. Rowling verwendete diesen Gedanken in ihrem Roman Harry Potter und der Feuerkelch. United We Stand - Divided We Fall ist auch der Titel eines Werkes Gero Fischers über den britischen Bergarbeiterstreik von 1984/85 (Gero Fischer, United We Stand - Divided We Fall: Der britische Bergarbeiterstreik 1984/85 (Studien zur historischen Sozialwissenschaft)).